# Ronald Dominique
Ronald Joseph Dominique, noto anche come Shoeless Killer (Thibodaux, 9 gennaio 1964), è un serial killer statunitense.
Ha commesso 11 o più omicidi tra il 1997 e il 2006.

## Shoeless Killer

### Biografia
Ronald Joseph Dominique nacque a Thibodaux, tra New Orleans e Baton Rouge, in Louisiana, il 9 gennaio 1964. Passò a Thibodaux gran parte della sua giovinezza. Cantò nel coro della scuola. Durante l'adolescenza dichiarò la sua omosessualità , cosa per cui era spesso ridicolizzato sebbene non l'avesse ammesso subito. Dominique era noto per essere una persona generosa che aiutava le persone in difficoltà; fece anche un periodo di volontariato in una casa di cura. Frequentava i bar gay facendo però cattiva impressione; usava gli pseudonimi di "Miss Moped" e "Kixx". Fu afflitto da problemi economici e visse con la madre, la sorella e i parenti per un certo periodo. Soffrì di problemi di salute e fu ricoverato per dei problemi al cuore; per camminare dovette usare un bastone. Rimase per tutta la vita disoccupato e non si sposò mai.

### Omicidi
Gli omicidi partirono nel luglio 1997 e terminarono nell'ottobre 2006. Tutte le sue vittime, che avevano tra i 16 e i 46 anni, venivano attirate in dei bar con la scusa del sesso a pagamento; in altri casi mostrava loro la foto di una donna attraente, gli diceva che era sua moglie e gli spiegava che lei voleva avere un rapporto sessuale con loro (o che lui le stava cercando un partner sessuale). In realtà non era sposato. Quando la vittima raggiungeva casa sua, Dominique le chiedeva se voleva essere legata: coloro che rifiutavano avevano salva la vita. Quelli che accettavano venivano legati, talvolta stuprati e uccisi tramite strangolamento o asfissia. Erano quasi tutte di sesso maschile in quanto Dominique era omosessuale; alcune erano senza casa, avevano dei problemi con la droga e si prostituivano. Commise i delitti perché non voleva che, una volta stuprate, lo potessero denunciare. Le aree colpite furono Terrebonne Parish, Lafourche Parish, Iberville Parish e Jefferson Parish, a New Orleans. I cadaveri li scaricava in varie località, tra cui dei campi di canna da zucchero, canali di scolo isolati e piccole paludi. Conobbe queste aree mentre lavorava come uomo delle consegne per una pizzeria. I corpi non mostravano segni di ossa rotte, cosa per cui la polizia dedusse che non ci fu una lotta tra la vittima e l'aggressore. Il killer abitava nell'area di Bayon Blue (Houma), 60 miglia a sud-ovest da New Orleans.

### Vittime
Sebbene le vittime accertate di Dominique siano 8, è fortemente sospettato di molti altri omicidi, fino a 23 o più.
- David Levron Mitchell jr (19 anni), trovato il 14 luglio 1997 nei pressi di Hahnville.
- Gary Pierre (20 anni), trovato il 14 dicembre 1997 a St. Charles Parish.
- Larry Ranson (38 anni), trovato a St. Charles Parish il 31 luglio 1998.
- Oliver "Boe" Lebanks (27 anni), trovato il 5 ottobre 1998 nella zona di Stable Drive a Metairie.
- Manuel Reed (19 anni), trovato il 30 maggio 1999 in un bidone della spazzatura nel Bain Bridge, a Kenner.
- Christopher Sutterfield (27 anni), trovato il 15 ottobre del 1998 circa vicino a White Castle. Sarebbe stato assassinato nella zona di Lafourche Parish.
- Joseph Brown (16 anni), trovato vicino ad una strada di Boutte (St. Charles Parish) il 20 ottobre 1998.
- Angel Mejia (21 anni), trovato accanto ad un cassonetto a Kenner il 20 giugno 1999; pare fosse amico di Manuel Reed.
- Anoka Jones (26 anni), trovato sotto un cavalcavia a Houma il 13 ottobre 2002.
- Datrell Woods (tra 18 e 20 anni), trovato in un campo di canna da zucchero a est di Houma, nella zona di Lafourche Parish, il 26 maggio 2003.
- Mitchell Johnson (34 anni), trovato il 1º settembre 1999 in un canale a Kenner; il suo corpo era in uno stato avanzato di decomposizione e irriconoscibile. Aveva dei problemi di droga
- Bruce Williams (18 anni), trovato in un canale il 27 novembre 1998 (o 1999) in un canale a Metairie.
- Alonzo Hogan (34 anni), trovato vicino ad un'autostrada a Raceland (Terrebonne Parish). Lasciò la moglie incinta, non poté mai vedere sua figlia. Il corpo fu trovato nei pressi di un'autostrada il 2 luglio 2005 a Bayou Gauche, il giorno dopo la sua scomparsa. La figlia, Angel Adams, nacque il 7 settembre 2005.
- Michael Vincent (23 anni), trovato il 1º gennaio 2000 a Houma.
- Kenneth Randolph (20 anni), assassinato a Terrebonne Parish e trovato il 6 ottobre 2002.
- Larry Matthews (46 anni), un senzatetto originario di Thibodaux, trovato il 10 ottobre 2004.
- Nicholas Pellegrin (21 anni), trovato a St. Charles (o Terrebonne) Parish il 9 novembre 2005; era in uno stato avanzato di decomposizione.
- Wayne Smith (17 anni), trovato a Houma il 16 agosto 2005.
- Michael Barnett (20 anni) trovato il 25 ottobre 2004 a Houma, nei pressi di un piccolo magazzino.
- Leon Paul "T-Paul" Lirette jr (22 anni), trovato sotto un albero il 20 febbraio 2005 a Houma; era dipendente dalla marijuana.
- August Terril Watkins III (31 anni), trovato in un canale vicino a Raceland (Terrebonne Parish) il 9 aprile 2005.
- Kurt Michael Cunningham (23 anni), trovato il 28 aprile 2005 in un canale di scolo a Kraemer (Terrebonne Parish); indossava solo un paio di blue jeans.
- Chris Deville (40 anni), trovato in canale di scolo vicino ad un campo di canna da zucchero nella zona di Terrebonne Parish il 14 ottobre 2005; il corpo fu trovato ridotto ad alcune ossa, pare che i roditori l'avessero mangiato.

La polizia mise in connessione alcuni delitti in quanto i cadaveri erano recuperati senza le scarpe. Nel marzo-aprile 2005 nove sceriffi della Louisiana, la Polizia di Stato della Louisiana e l'FBI formarono una Task Force con base a Lafourche Parish per catturare il killer; fino all'aprile 2005 erano venuti alla luce 18 corpi. Con il tempo ne misero in connessione 23.

### Crimini
Sia prima che durante la sua “carriera” omicida collezionò diversi arresti: Il 12 giugno 1985 fu arrestato per una telefonata oscena: si dichiarò colpevole e pagò una multa di 74$. Il 15 maggio 1994 fu arrestato per guida ad alta velocità e sotto l'effetto di droga. Il 25 agosto 1996 fu arrestato con l'accusa di stupro: i testimoni dissero di avere visto un uomo vestito solo con un paio di jeans e con un cavo elettrico annodato al braccio gettarsi dalla finestra della casa di Dominique a Thibodaux. La vittima stava urlando che Dominique aveva provato ad ucciderlo. Al processo la vittima non poté testimoniare. Il 19 maggio 2000 ricevette una convocazione di apparire alla corte per disturbo della quiete pubblica. Si dichiarò colpevole e pagò la penale. Il 10 febbraio 2002 fu arrestato a Terribone Parish dopo aver schiaffeggiato una donna durante la festa di Martedì Grasso. Lui la stava accusando di avere colpito un passeggino al parcheggio: lei si era scusata, ma Dominique continuò ad insultarla e la schiaffeggiò. Arrestato, non affrontò il processo ma un programma di trattamento su misura. Fu liberato nell'ottobre 2002, dopo che il trattamento diede i suoi risultati.

### Arresto
Dominique fu identificato dopo che un uomo rifiutò di farsi legare dal killer. Circa due mesi prima, nel mese di ottobre, aveva ucciso l'ultima vittima, Christopher Sutterfield. Fu arrestato a est di Houma attorno alle tre del pomeriggio del 1º dicembre 2006, all'età di 42 anni, e subito accusato di due delitti: quelli di Manuel Reed (che fu stuprato e asfissiato) e Oliver Lebanks, accertati con l'analisi del DNA. Pochi giorni prima aveva traslocato dalla casa della sorella in un rifugio per senzatetto a Houma. I residenti lo descrissero come una persona strana ma insospettabile. Per evitare la pena di morte patteggiò con la polizia e 3 giorni dopo confessò di avere commesso almeno 23 omicidi. Il 4 dicembre la polizia espose durante una conferenza stampa un tabellone con le foto delle vittime. Il 16 gennaio 2007 collegò il killer in modo sicuro a 11 delitti. Sospettò che, con i suoi problemi di salute, non sarebbe vissuto abbastanza per affrontare il processo.

### La fine
Al processo erano presenti i parenti delle vittime, che il killer ascoltò mentre esprimevano il loro dolore. Per via delle sue condizioni di salute precarie, entrò in aula con una sedia a rotelle. Il 23 settembre 2008 fu condannato dal giudice Randall Bethancourt a scontare otto sentenze a vita per otto omicidi di primo grado. Si trova tuttora nel Penitenziario di Stato della Louisiana, ad Angola.